# Eudendrium carneum
Eudendrium carneum is een hydroïdpoliep uit de familie Eudendriidae. De poliep komt uit het geslacht Eudendrium. Eudendrium carneum werd in 1882 voor het eerst wetenschappelijk beschreven door Clarke. 